# 京都市立西賀茂中学校
京都市立西賀茂中学校（きょうとしりつ にしがもちゅうがっこう）は、京都府京都市北区西賀茂円峰に位置する公立中学校。
西賀茂中学校の周辺は木が多いため、猿の目撃情報が多くある。

## 沿革
京都市立加茂川中学校の生徒数増加に対応するために分校計画が計画され、1987年（昭和62年）に全校生徒のうち大宮、柊野小学校区の生徒を収容して、京都市立加茂川中学校北分校を開設、翌年に当校を開校した。
用地決定から実際の開校までに8年の歳月を要しているのは、用地の確保、用地内から「蟹ケ坂瓦窯跡」（かにがさかがようせき）が発見されたこと、さらには用地内を通る地下水脈の排水作業に手間取ったことによる。
- 1979年（昭和54年） - 加茂川中学校から分立する新中学校の用地を決定。
- 1985年（昭和60年）4月1日 - 京都市立加茂川中学校北分校として、加茂川中学校内に開設。
- 1987年（昭和62年）9月1日 - 現在地に移転し、授業開始。
- 1988年（昭和63年）4月1日 - 京都市立西賀茂中学校として独立開校。
- 2011年（平成23年）4月1日 - 雲ケ畑中学校の廃校に伴い、同小学校区を通学区域に含める[2]。

## 主な年間行事
4月　始業式・着任式・入学式
5月　第１回定期テスト・修学旅行
6月　第２回定期テスト
7月　修了式
8月　夏季休業　始業式
9月　体育大会・学習発表会
10月　第3回定期テスト
11月　第4回定期テスト
12月　人権講話　修了式
1月　始業式　避難訓練・百人一首大会
2月　学年末テスト
3月　学力検査・3年生を送る会　卒業式

## 部活動
- 野球部
- サッカー部
- バスケットボール部
- テニス部
- 陸上部
- 水泳部
- 剣道部
- 吹奏楽部
- 茶道部
- バドミントン部
- 美術部
- 文芸部

## 活動
- ミャンマーの寺子屋学校創設に役立てるべく、2006年（平成18年）より国際貢献バザーを開いて空きアルミ缶を集める活動を行う[3]。集めたアルミ缶は板に貼り、アルミ缶アートを作るのが毎年の恒例である。
- 2011年（平成23年）に発生した東日本大震災復興支援を機に、いわき市立小名浜第一中学校と交流をもつ[4]。両校のコラボレーションでオリジナルTシャツを作成し、小名浜の復興[5]やタイの学校建設に役立てている[6]。

## 交通
- 京都市営バス 「西賀茂車庫前」バス停（1・9・37・特37・4・46系統） 北へ約1km。
- 京都バス 「志久呂橋」バス停（37系統） 西へ約400m。
- 京都市営地下鉄烏丸線 北山駅・北大路駅 北西へ約3.8km。